# Фицджеральд, Джон, 1-й барон Десмонд
Джон Фиц-Томас Фицджеральд (англ. John FitzThomas FitzGerald, 1st Baron Desmond, умер в 1261 году) — ирландский аристократ, 1-й барон Десмонд (1259—1261). Сын Томаса Фиц-Мориса (ум. 1213) и Элеонор, дочери Джордана де Мариско, и сестры Джеффри де Мариско, юстициария Ирландии с 1215 года. Внук Мориса Фиц-Джеральда, лорда Лланстефана (ок. 1100—1176).

## Биография
Джон Фиц-Томас унаследовал от своего отца титул лорда Конелло. Он стал основателем линии Десмонд рода Фицджеральдов и предком графского дома Десмонд (ныне угасшего), а также других родов, включая современных Зелёных рыцарей Керри и угасших линий Чёрных рыцарей Глин, лордов Десиз и Белых рыцарей.
В 1259 году Джон Фицджеральд получил королевскую грамоту на феоды Десмонд и Западный Уотерфорд. Финген Маккарти, сын Донала Готта Маккарти и ирландский король Десмонда (1251—1261), собрал войско, чтобы противостоять английскому ставленнику. На стороне Маккарти также находились кланы O’Салливан и O’Донахью.

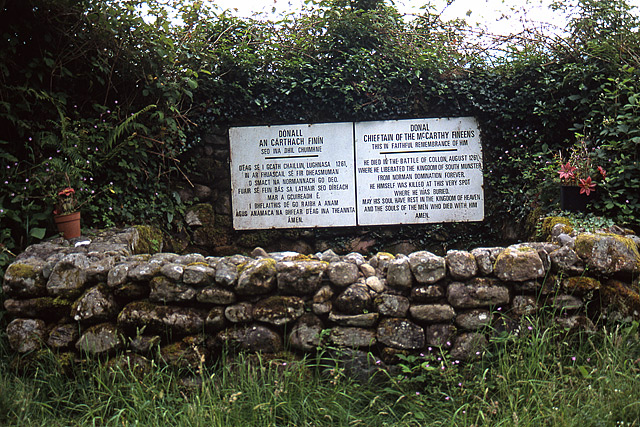
Мемориальная плита на месте битвы при Каллане

В августе 1261 года в битве при Каллане три ирландских клана Маккарти, O’Салливан и O’Донахью одержали победу над войском Джона Фицджеральда, барона Десмонда. Сам Джон Фиц-Томас Фицджеральд и его сын, Морис Фиц-Джон Фицджеральд, погибли в этом сражении.
После гибели Джона Фицджеральда баронский титул унаследовал его внук, Томас Фиц-Морис Фицджеральд, 2-й барон Десмонд (ум. 1298).
Бароны Фицморис, позднее графы Керри, ведут своё происхождение по мужской линии от семьи Петти-Фицморис, маркизов Лансдаун, которые происходят от Томаса Фицмориса, 1-го барона Керри (ум. 1260), племянника 1-го барона Десмонда и сына его брата Мориса Фиц-Томаса Фицджеральда. Таким образом, графы Керри представляют собой родственную линию графов Десмонда из династии Фицджеральдов. С ними в родстве находятся герцоги Лейнстерские, которые происходят от Джеральда Фиц-Мориса, 1-го лорда Оффали, дяди Джона Фицджеральда, 1-го барона Десмонда.

## Потомки
У Джона Фицджеральда был сын Морис Фиц-Джон Фицджеральд, который погиб вместе с отцом в битве при Каллане. Баронский титул унаследовал Томас Фицджеральд, 2-й барон Десмонд, внук Джона и сын Мориса.